# Alkohole oxo

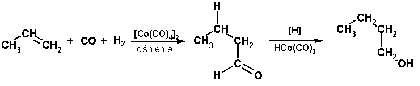
Reakcja Hydroformylowania

Alkohole OXO – alkohole organiczne, które produkuje się zwykle przez reakcję gazu syntezowego z olefinami w celu otrzymania aldehydu. Najpierw dochodzi do reakcji hydroformylowania, a następnie następuje uwodornianie aldehydu w celu uzyskania alkoholu. Uwodornianie może być poprzedzone etapem pośrednim, polegającym na połączeniu dwóch aldehydów w celu otrzymania aldehydu z grupą hydroksylową (kondensacja aldolowa).

## Podział alkoholi OXO
Alkohole OXO są przeważnie bezbarwną cieczą o charakterystycznym zapachu. Ze względu na ilość atomów węgla i strukturę dzieli je się na alkohole niższe (C4-C8), wyższe (C9-C11) i liniowe (C4-C11).

### Alkohole niższe
- n-Butanol (NBA)
- Izobutanol (IBA)
- 2-Etyloheksanol (2-EH)

### Alkohole wyższe (rozgałęzione)
- Izononanol (INA)
- Izodekanol (IDA)
- Alkohol tridecylowy
- Izoheptanol
- 2-Propyloheptanol (2-PH)

## Zastosowanie alkoholi OXO
Alkohole OXO wykorzystuje się do produkcji szerokiej gamy plastyfikatorów, w tym zarówno plastyfikatorów ftalanowych, jak i nieftalanowych, dodatku do olejów napędowych oraz jako rozpuszczalniki w produkcji farb, lakierów i w innych gałęziach przemysłu.

## Rynek alkoholi OXO
2-Etyloheksanol i n-butanol są najważniejszymi spośród alkoholi OXO, a ich konsumpcja stanowi ok. 75% łącznej konsumpcji alkoholi. Na następnych miejscach plasują się izononanol i izobutanol.
Największymi rynkami popytowymi dla alkoholi OXO są: Azja (55%, z czego Chiny 36% udziału w globalnej konsumpcji), Europa (20%) i Północna Ameryka (17%). Te 3 regiony odpowiadają za 95% światowego popytu na alkohole OXO. Prognozowany wzrost popytu na alkohole OXO na świecie wyniesie w najbliższych latach 3,6%, głównie za sprawą rozwoju rynków wschodzących (rynki azjatyckie).
Globalnie, plastyfikatory są najważniejszym sektorem docelowym dla alkoholi OXO – 48% udziału w strukturze popytowej. W strukturze światowej plastyfikatory najczęściej produkowane są z 2-Etyloheksanolu i przetwarzane są do ftalanowego DEHP (ograniczenia w stosowaniu w Europie – REACH i USA) i zdobywającego coraz większą popularność nieftalanowego DEHT.
Najważniejszymi sektorami docelowym dla takich alkoholi jak N-butanol czy izobutanol są rozpuszczalniki oraz sektor farb i lakierów.

## Europejscy producenci Alkoholi OXO (2-Etyloheksanol, N-butanol. Izobutanol)[8]

### Najwięksi producenci alkoholi OXO w Europie
- BASF – 450 tys. ton rocznie,
- OXEA – 430 tys. ton rocznie,
- Oxochimie – 400 tys. ton rocznie,
- Perstorp – 240 tys. ton rocznie,
- Grupa Azoty – 225 tys. ton rocznie,
- Oltchim – 50 tys. ton rocznie.

## Produkcja w Polsce
Jedynym producentem alkoholi OXO w Polsce i piątym w Europie jest Grupa Azoty, jednocześnie spółka jest drugim w Europie producentem 2-Etyloheksanolu i kluczowym wytwórcą pochodnych plastyfikatorów. Od 1986 r., związki te produkowane są przez kędzierzyńską spółkę należącą do Grupy, Grupę Azoty ZAK S.A. Po unowocześnieniu instalacji produkcyjnych, zdolności produkcyjne kędzierzyńskich zakładów wynoszą 225 tysięcy ton alkoholi OXO, co oznacza, że udział Grupy Azoty w rynku Unii Europejskiej wynosi 12%.